# Teodorich (opat)
Teodorik, též Teodorich, či Dětřich II. (13. století? – 14. století?) byl německý cisterciácký mnich. V letech 1276-1286 byl jako Teodorich II. 12. opatem cisterciáckého kláštera v Oseku a v letech 1286-1302 opatem kláštera Valdsasy.

## Život

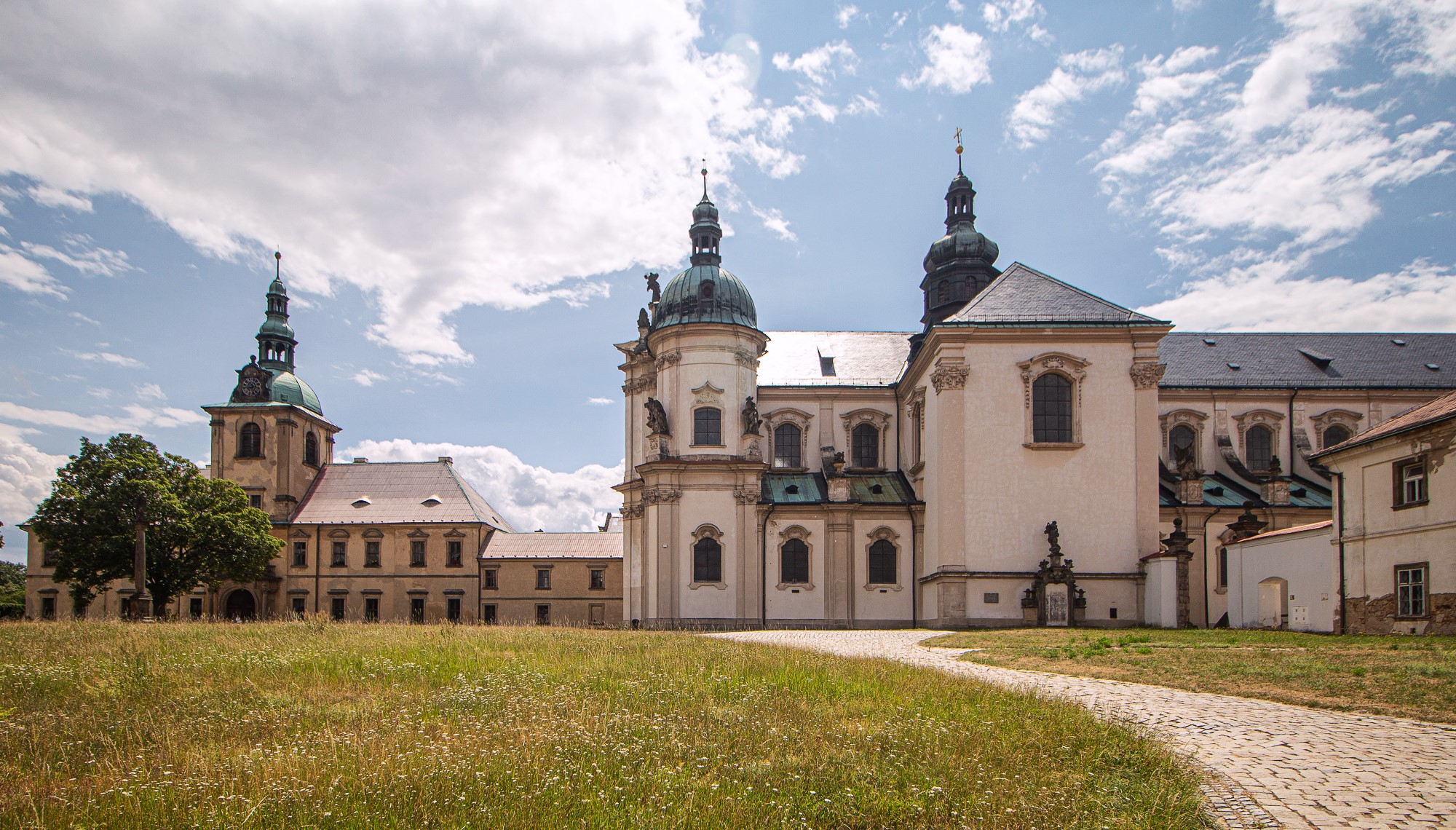
Cisterciácký klášter v Oseku

Teodorich byl oseckým cisterciákem, dle jména je pravděpodobné, že pocházel z Německa. V roce 1276 jej osecká komunita zvolila svým opatem. V této funkci působil deset let. 
Patřil k rádcům krále Václava II. a podílel se na znovuzřízení cisterciáckého kláštera v Sedlci u Kutné Hory (roku 1281 byl tamní konvent, z důvodu špatné hospodářské situace kláštera, rozptýlen a obnoven až o několik let později). 
Roku 1286 odešel Teodorich do Waldsassenu a stal se opatem tamního kláštera. Oseckým opatem se místo něj stal Konrád z Erfurtu. Teodorich byl valdsaským opatem do roku 1302, kdy rezignoval. 
Datum jeho úmrtí není známo.